# Sony Ericsson Aino
Das Sony Ericsson Aino (auch U10i) ist ein Slidertelefon des Mobiltelefonherstellers Sony Ericsson. Es verfügt über eine gewöhnliche Tastatur und Touchscreen für multimediale Zwecke. Verkaufsstart war im Oktober 2009. Der Name leitet sich von der  finnischen Mythologie ab und bedeutet in diesem Zusammenhang wunderschöne Schwester. Optisch ähnelt es dem Sony Ericsson Satio.

## Technische Merkmale
Eines der Hauptmerkmale ist die 8,1-Megapixel-Kamera mit LED-Blitz. Mit der Kamera können auch Filme in HD-Qualität aufgenommen werden. Das Telefon unterstützt Wi-Fi. Der interne Speicher ist mit 55 MB bemessen und kann mit einer SD-Speicherkarte auf 16 GB erhöht werden. Darüber hinaus ist es möglich, über Remote Play auf eine PlayStation 3 zuzugreifen. Mit Media Home können nach Herstellerangaben verschiedene Daten vom PC auf das Mobilteil gespielt werden. Die Kamera, Bilder, Musik, Filme und das Radio sind über den Touchscreen aufrufbar. Bei einem ankommenden Telefonat kann das Gespräch über den Touchscreen angenommen und beendet werden; auch die Weckerfunktion ist per Bildschirm erreichbar. Das kostenpflichtige aGPS macht Streckenplanungen möglich. Im Lieferumfang des in den Farben Schwarz und Weiß erhältlichen Mobiltelefons enthalten sind ein Bluetooth-Headset und eine Tischladestation, mit der man Telefon und Headset gleichzeitig aufladen und dieses als Verbindung zum Computer dienen kann.